# Cristina Planas
Cristina Planas (Lima, 1970) es una artista peruana, dedicada principalmente a la escultura. Es conocida por sus polémicas obras las cuales reflexionan sobre el periodo del conflicto armado interno en el Perú, las migraciones a la capital, y la relación entre religión y violencia en la sociedad peruana.

## Biografía

### Infancia y juventud
Planas nació en Lima y posteriormente su familia se traslada a Iquitos, donde permaneció durante su infancia. Cuando su familia regresó a Lima, vivió en un internado católico. Su infancia y juventud coincidieron con el desarrollo del conflicto armado interno en el Perú. La artista menciona que las vivencias durante esta época teñida por la incertidumbre están reflejadas en su trabajo, nos dice que su “generación ha tenido una influencia muy fuerte de toda esa época.” Artistas como Planas, Claudia Coca, Natalia Iguiñíz, Alfredo Márquez, Miguel Aguirre, Elena Tejada y Susana Torres, los cuales se formaron artísticamente durante este periodo en el Perú, vieron su trabajo altamente marcado por la violencia interna.

### Formación
Planas estudió escultura en la Facultad de Artes de la Pontificia Universidad Católica de Lima durante la primera mitad de los noventa y se graduó con el 1er premio de escultura de esta institución académica.

## Obra

### La Wawa(1995)
La Wawa es una escultura la cual retrata a Abimael Guzmán, líder de Sendero Luminoso. En esta escultura, Abimael viste un traje a rayas, el mismo el cual vistió tras su captura policial en septiembre de 1992. Este personaje esta parado con sus extremidades pegadas al cuerpo tomando una forma similar a la de una wawa andina o sarcófago egipcio. Esta escultura está parada sobre una base giratoria la cual gira al ritmo de Zorba el griego, música que tocaba en el vídeo localizado en 1991 en el cual se ve a los principales líderes de Sendero celebrando en una casa de Lima. En la espalda de esta escultura, el personaje tiene la silueta de un “cuerpo encontrado por la policía de criminalística”.
Para el crítico peruano Augusto del Valle, esta obra es significativa de un periodo el cual llama “estética de la subjetividad”. El argumenta que el centro de expresión de La Wawa yace en “lo más cercano al yo”, es decir que esta escultura muestra la proximidad subjetiva entre la imagen de Abimael Guzmán en su traje a rayas y la artista. Del Valle dice que La Wawa no tiene una mirada política, aunque el tema si lo sea, sino una mirada subjetiva y personal hacia una imagen que forma parte del “imaginario colectivo” del Perú.

### La migración de los Santos(2008)
En la muestra podemos observar a diferentes santos populares peruanos, como Sarita Colonia, Santa Rosa de Lima, San Martín de Porres, y el Señor de los Milagros. Planas los esculpió en un estilo kitsch. En palabras de la artista, su objetivo era reinventarlos con el fin de mostrarlos como seres humanos, quienes “vivieron en esta tierra.”. De esta manera, ella los caracterizó de una manera poco común: todos visten ropa interior y se les asocia dichos populares por medio de cintillos que hacen de globos de historieta al lado de sus bocas. Por ejemplo, Sarita Colonia dice “Acelera nomás, yo guío”, haciendo referencia a la ocupación de muchos migrantes, que manejan los microbuses o combis en Lima, quienes la han visto popularmente como su santa. Planas explica que esta frase “viene a ser una afirmación de que, si vamos a migrar, hagámoslo ya mismo, fijémonos en la meta y no tanto en el camino.” Por otro lado, Santa Rosa de Lima dice “No se gana pero se goza”, aludiendo a los retratos canónicos de esta santa, en la cual se la retrata como gozosa de su sufrimiento. Sin embargo, en este caso Planas no quiere aludir al sufrimiento en sí, muchas veces asociado por la iglesia en interpretaciones sobre Santa Rosa, sino al disfrute. La obra final fue instalada junto a asientos de avión cubiertos por plásticos color rojo y blanco, simulando asientos de microbús y la bandera del Perú. Sobre ellas caían máscaras de oxígeno que, en conjunto, hacían del espacio de la galería en una especie de cabina de avión, una "metáfora" para la migración en el Perú. El sociólogo Sandro Venturo Schultz dice que esta decisión de incluir una alusión a este espacio de viaje y los diferentes santos, alude al espacio de migración y la religiosidad como espacio donde “rendimos culto a nuestras ilusiones.” Es así que la galería es un espacio en el cual reflexionamos sobre la relación entre la religiosidad, la condición migratoria, y de las fronteras de nuestras experiencias de ilusión y esperanza.

## Controversias

### La Wawa(1995)
En el 1997 la pieza fue censurada en la Bienal Iberoamericana de Lima. La periodista Paola Ugaz explica que la razón por la cual la pieza fue censurada fue porque sólo habían pasado cinco años desde la captura de Guzmán, lo cual provocó sospechas por parte del gobierno fujimorista de que la pieza era una apología al senderismo y envió a policías de la Dincote -Dirección Nacional contra el Terrorismo- para investigar el caso. 
Se mostró también en la sala del Instituto Cultural Peruano Norteamericano (ICPNA) de Lima, pero solo pudo exhibirse un día ya que fue prohibido por los propios directores de la institución. Después fue trasladada a la Casa Barbieri, donde inicialmente fue censurada de nuevo pero tras la presencia policial no se llevaron la pieza y la propia autora la reinstaló cubriéndola con una bolsa de plástico verde y unas vendas que incluían la palabra caution, "como si fuera una bomba que estuviera ahí y que va a reventar” explicó la propia artista en una entrevista sobre arte censurado.
En 2012 la pieza volvió a ser exhibida en la exposición Vigilar y Castigar, una breve historia sobre la censura en el Perú en la Sala Luis Miró Quesada Garland en Miraflores. Dada la proximidad de la fecha de apertura de la exposición al aniversario del atentado de Tarata en 1992 en un primer momento consideraron no exhibirla para evitar herir sensibilidades o que tendría una intervención editorial de los curadores de la sala, David Flores Hora y Luis Lama. Planas insistió en que se presentara su trabajo. Finalmente la pieza se mostró acompañada de un mensaje pegado en la pared que contenía la palabra "Asesino" repetida en varias ocasiones dirigido hacia Abimael Guzmán, acompañado de un minúsculo letrero con la anotación "Intervención de la Galería Luis Miró Quesada Garland". 
La intervención de los curadores sobre la pieza generó una nueva polémica a causa de las concesiones realizadas a las presiones externas y a la aucensura por parte de los curadores en una exposición en la que se trataba precisamente de cuestionar esa censura. Flores Hora en una entrevista explicó que la intención había sido exponer la pieza incorporando el punto de vista de la sala y que inicialmente la palabra prevista fue la de "peligro" aunque finalmente se decidieron por la de "Asesino" pero consideró que la mejor opción hubiera sido no exhibir la pieza. Por otro lado, Lama, director de la galería y crítico de arte aseguró que no fue autocensura sino que la intervención sobre la pieza por parte de la galería fue una respuesta de solidaridad con los deudos de Tarata a petición de los familiares de las víctimas de Tarata.”
Por su parte el sociólogo peruano Nelson Manrique denunció la paradoja en la que, según su opinión, cayeron los curadores de la muestra sobre la censura: censurar una pieza e incluir la palabra asesino "para anticiparse y ceder al chantaje de tres periódicos que causan terrorismo ideológico." Una muestra, para Manrique de la importancia de hablar de la censura en relación con la historia del arte peruano.

### La Migración de los Santos (2008)
La galería Vértice, a dos días de culminar la exhibición de esta serie de esculturas fue clausurada por la municipalidad del distrito de San Isidro bajo el argumento que ésta no contaba con licencia para funcionar como tal. La clausura se interpretó como una censura encubierta de la muestra y una concesión por parte de las autoridades a las protestas contra la muestra por parte de los vecinos de San Isidro y representantes de la Iglesia Católica así como el llamado a la protesta colectiva ante la “blasfemia inconcebible".
El crítico y curador de arte Gustavo Buntinx lamentó esta “estúpida, contraproducente censura" ya que la iglesia y sus representantes solo lograrán la mayor difusión del objeto que quieren censurar. El crítico peruano Luis Lama en su columna para la revista Caretas aseguró que la muestra de Planas no transgredía la moral ni las buenas costumbres dado que utilizaba íconos populares de una imaginería colectiva que no era “exclusividad” de la Iglesia Católica.  De todas maneras -añadió- el episodio es el reflejo de una sociedad separatista que intenta “imponerse atropellando nuestra libertad de decisión.

## Distinciones y premios
En 1998 obtuvo la primera mención honrosa en el I Concurso de Artes Plásticas en el I Concurso de Artes Plásticas “Pasaporte para un Artista – Identidad y Ficción” convocado por la por la Embajada de Francia en el Perú. Al año siguiente, en 1999,  fue finalista en el II Concurso de Artes Plásticas “Pasaporte para un Artista”, convocado por la misma embajada. En el 2015, Planas obtuvo el premio “Emerging Voices”, otorgado por the Financial Times y Oppenheimerfunds. Compitió por el premio con más de 800 artistas de 100 países del mundo.